# Orthostichopsis strictula
Orthostichopsis strictula är en bladmossart som beskrevs av Brotherus 1906. Orthostichopsis strictula ingår i släktet Orthostichopsis och familjen Pterobryaceae. Inga underarter finns listade i Catalogue of Life.